# Католицизм в Парагвае

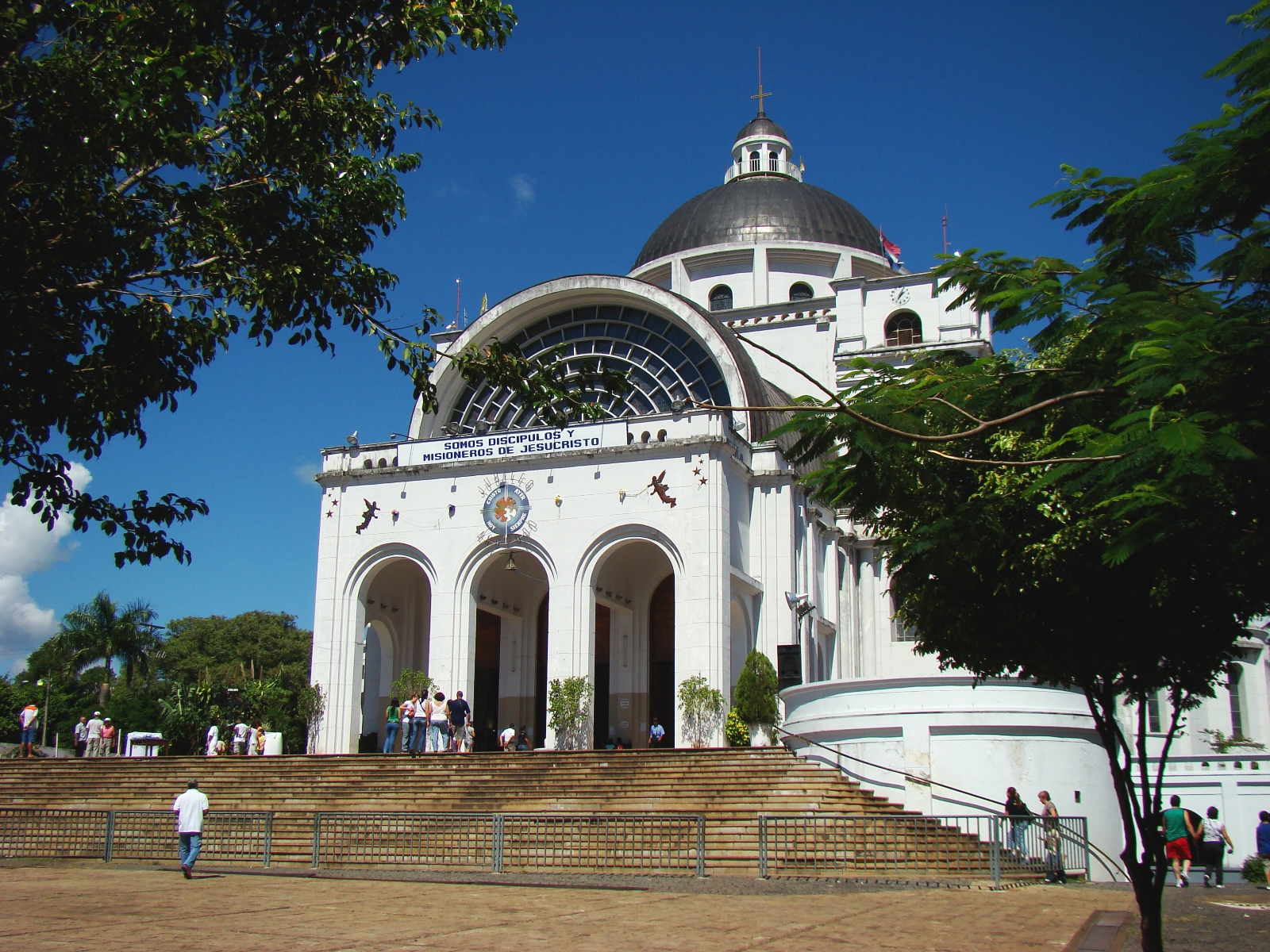
Собор Пресвятой Девы Марии Милосердия в Каакупе

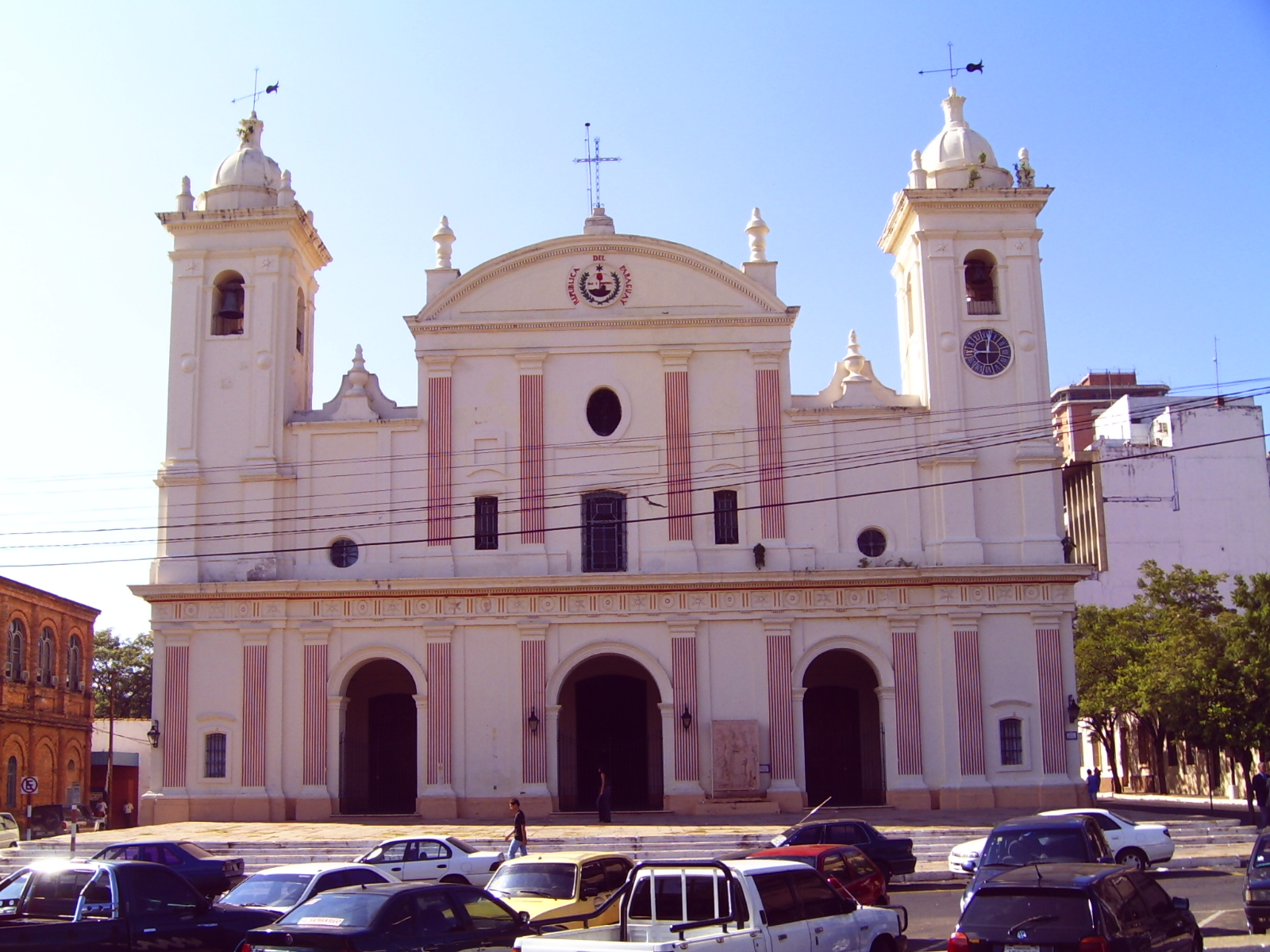
Собор в Асунсьоне

Католицизм в Парагвае или Римско-Католическая Церковь в Парагвае является частью всемирной Католической церкви. Численность католиков в Парагвае составляет около 5 миллионов пятьсот тысяч человек (90 % от общей численности населения).

## История

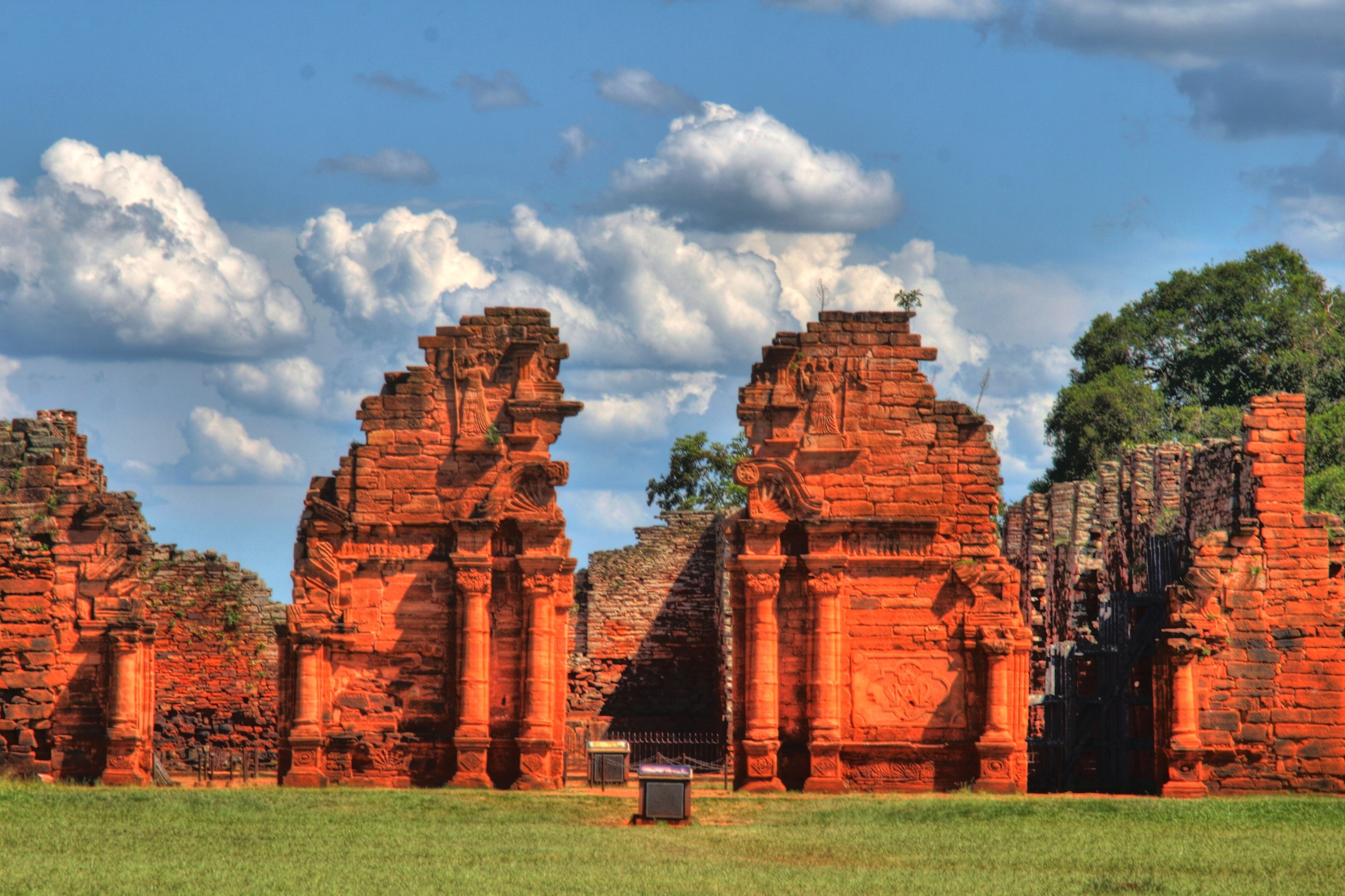
Руины церкви Сан-Игнасио, построенной в 1632 году

Первые миссионеры Католической церкви из монашеского ордена францисканцев прибыли на территорию современного Парагвая в 1537 году. В этом году они основали в Асунсьоне свою миссию. В 1609 году по просьбе местного губернатора в Асунсьон прибыли иезуиты, которые стали основывать так называемые редукции, которые стали центром их миссионерской деятельности. Всего иезуиты основали первые восемь редукций, которые стали позднее основой так называемого государства иезуитов, просуществовавшего до 1768 года, когда иезуиты были изгнаны из испанских колоний. В 1609 году была основана первая редукция Сан-Игнасио-Гуазу. Всего было основано 30 редукций. Иезуиты, используя покровительство испанского короля, защищали индейское население редукций от экономической системы Энкомьенда, действовавшей в испанских колониях в Латинской Америке. В период этого государства образовалось своеобразное искусство миссий с элементами творчества индейцев. Возник стиль, сочетавший европейское и индейское искусства. В архитектуре этого периода существуют три периода:
- период XVII века, когда проекты храмов делали миссионеры
- период конец XVII — первая треть XVIII века. В этот период храмы строили профессиональные архитекторы из Европы. Храмы этого периода характеризуются обилием индейского декора.
- период 1-я четверть XVIII века до изгания иезуитов в 1768 году. В это время храмы строились в строгом европейском стиле с индейскими элементами.

Во время правления Хосе Гаспара де Франсию (1766—1840) из Парагвая были изгнаны все католические миссии. Правители Парагвая на протяжении XIX века поддерживали политику самоизоляции страны, что приводило к конфликту с Католической церковью. Во время агрессии «Тройственного союза» епископ Мануэль Антонио Паласиос был обвинён в государственной измене и казнён в 1868 году. После казни Мануэля Антонио Паласиоса на кафедру Асунсьона был назначен Симфориано Богарин, который управлял епархией с 1894 года по 1949 год.
Согласно конституции Парагвая от 1870 года католичество признавалось государственной религией. Главой местной церкви мог стать только гражданин Парагвая. Конституция предполагала, что президент мог не принимать решения Святого Престола. Государство могло вмешиваться в дела церкви. В 1941 году Святой Престол учредил постоянную апостольскую нунциатуру в Парагвае с центром в Ассунсьоне. После Чакской войны с Боливией в результате государственного переворота к власти пришёл генерал Альфредо Стресснер, установивший в стране диктаторский режим стронизма. Конституция Парагвая изменялась во время правления генерала Альфредо Стресснера в 1967 и 1977 годах. В 60-х годах XX столетия Католическая церковь критиковала решения и действия режима Альфредо Стресснера. Одним из самых известных критиков этого режима был викарный епископ Асунсьона Анибал Марисевич Флейтас. Конференция католических епископов Парагвая издавала газету «Sendero», на страницах которой критиковался режим Альфредо Стресснера. В мае 1988 года Парагвай посетил с пастырским визитом Римский папа Иоанн Павел II, который встретился с Альфредо Стресснером. В  феврале 1989 года Стресснер был свергнут в результате военного переворота. В мае состоялись выборы, победу одержал Андрес Родригес, который изменил конституцию в 1992 году и внёс в неё демократические нормы, согласно которым церковь отделена от государства. Согласно современной конституции за Католической церковью признаётся особая роль в становлении национального самосознания парагвайцев.
Главным паломническим центром Католической церкви в Парагвае является Санктуарий Пресвятой Девы Марии в Каакупе.

## Церковная структура
В настоящее время в Парагвае действует одна митрополия с одной архиепархией и 13 епархиями. В стране действует самостоятельный военный викариат и два апостольских викариата. Централизованным органом управления Католической церковью в стране является Конференция католических епископов Парагвая.
- Архиепархия Асунсьона;
  - Епархия Бенхамина-Асеваля;
  - Епархия Вильяррики-дель-Эспириту-Санто;
  - Епархия Каакупе;
  - Епархия Каасапы;
  - Епархия Канендию
  - Епархия Карапегуа;
  - Епархия Консепсьона;
  - Епархия Коронеля-Овьедо;
  - Епархия Сан-Лоренсо;
  - Епархия Сан-Педро;
  - Епархия Сан-Хуан-Баутиста-де-лас-Мисьонеса;
  - Епархия Сьюдад-дель-Эсте;
  - Епархия Энкарнасьона.
- Апостольский викариат Пилькомайо;
- Апостольский викариат Чако-Парагвайо.
- Военный ординариат Парагвая.